# Fremantle (przedsiębiorstwo)
Fremantle (wcześniej FremantleMedia) – międzynarodowe przedsiębiorstwo zajmujące się produkcją telewizyjną i filmową, należące do RTL Group, która z kolei stanowi radiowo-telewizyjne skrzydło niemieckiej grupy medialnej Bertelsmann. Globalna siedziba Fremantle znajduje się w Londynie, zaś jej spółki-córki działają łącznie na 22 rynkach telewizyjnych.

## Historia
FremantleMedia wywodzi swą historię od Universum Film AG (UFA), jednej z najstarszych niemieckich wytwórni filmowych, założonej w 1917 roku, w dużej mierze z myślą o produkcji materiałów propagandowych w czasie I wojny światowej. W kolejnych dziesięcioleciach UFA przechodziła liczne zmiany własnościowe, zaś głównym obszarem działalności przedsiębiorstwa stała się komercyjna produkcja filmowa, a potem także telewizyjna. W 1964 UFA weszła w skład koncernu Bertelsmann i odtąd marka ta była używana jako nazwa wszystkich należących do koncernu przedsiębiorstw producenckich na różnych rynkach. W 2000 Bertelsmann odkupił od brytyjskiej grupy wydawniczej Pearson jej pion telewizyjny, Pearson Television, obejmujący m.in. amerykańskie przedsiębiorstwo All American Fremantle. Po tej transakcji wszystkie spółki Bertelsmanna działające na rynku telewizyjnym zostały włączone do nowo powołanej struktury RTL Group. W 2001 w ramach Grupy wyłączona została część zajmująca się produkcją audycji telewizyjnych – przyjęła ona nazwę FremantleMedia. W 2003 Bertelsmann przejął Talkback Thames, jednego z największych niezależnych producentów telewizyjnych w 2018 nazwę spółki skrócono do Fremantle.

## Najbardziej znane formaty
Fremantle jest właścicielem lub współwłaścicielem praw autorskich oraz globalnym producentem wykonawczym kilku spośród najbardziej znanych formatów telewizyjnych, zwłaszcza w segmencie talent show. Należą do nich m.in.:
- Idol
- The X Factor
- Got Talent
- The Apprentice

## Fremantle w Polsce
Polską spółką-córką Fremantle jest FremantleMedia Polska z siedzibą w Warszawie. Głównymi klientami grupy są TVP, dla której produkowane są Familiada (do 2024 producentem Familiady była Astro) oraz Rolnik szuka żony oraz TVN, dla którego produkuje ona m.in. Mam talent!, Mask Singer, Na Wspólnej i BrzydUla. Dla telewizji Polsat produkowane były programy: Idol, Idź na całość, Kocham Klarę i Miodowe lata.